# Paul Capellani
Pour les articles homonymes, voir Capellani.
Paul Henri Capellani (né le 9 septembre 1877 à Paris 4e et mort le 7 novembre 1960 à Cagnes-sur-Mer) est un acteur de théâtre et de cinéma français.
Il est le frère du réalisateur et scénariste Albert Capellani et l'oncle du réalisateur Roger Capellani.

## Biographie
Paul Capellani étudie au conservatoire l'art dramatique sous la direction de Charles Le Bargy de 1897 à 1901. En 1902, il fait ses débuts sur scène dans Quatorze Juillet de Romain Rolland. Il fait ses débuts sous la direction d'André Antoine en 1904 dans le rôle d'Edgar de Gloucester dans Le Roi Lear.
À partir de 1908, il participe à de nombreuses productions Pathé, sous la direction de son frère et d'autres metteurs en scène. En 1915, réformé, il suit son frère aux États-Unis et travaille sous sa direction à la World Film Corporation.
Il revient en France en 1919 et reprend sa carrière sur les planches ainsi qu'au cinéma. Il abandonne le spectacle dans le courant des années 1930 et part s'installer à Cagnes-sur-Mer où il se remet à la sculpture, une de ses passions depuis sa jeunesse.

## Filmographie partielle
- 1909 : L'Assommoir d'Albert Capellani
- 1909 : La Tour de Nesle d'Albert Capellani
- 1909 : Le Chien de Montargis de Georges Monca
- 1909 : Le roi s'amuse d'Albert Capellani : François Ier
- 1910 : La Haine d'Albert Capellani
- 1910 : Les Caprices de Marion de Georges Monca
- 1910 : Messaline de Henri Andréani
- 1910 : La Zingara d'Albert Capellani
- 1910 : Le Noël du peintre de Georges Monca
- 1910 : Sous la terreur d'Albert Capellani
- 1910 : Loin des yeux, loin du cœur de Georges Denola
- 1910 : L'Évadé des Tuileries (ou Une Journée de la Révolution) d'Albert Capellani
- 1910 : Les Cerises de Georges Monca
- 1910 : La Vengeance de la morte (ou Le Portrait) d'Albert Capellani -
- 1911 : Le Spoliateur (ou L'Autre ou un drame en wagon) d'Albert Capellani
- 1911 : L'Illusion des yeux de Georges Denola
- 1911 : Voleur d'amour  de Georges Denola
- 1911 : Le Courrier de Lyon ou L'Attaque de la malle-poste d'Albert Capellani
- 1911 : L'Épouvante (ou Le Coucher d'une étoile) d'Albert Capellani
- 1911 : Le Meilleur Ami de Rigadin de Georges Monca
- 1911 : Le Rideau noir d'Albert Capellani
- 1911 : Au temps des grisettes de Georges Denola
- 1911 : Barbe grise de Georges Monca
- 1911 : Jacintha la Cabaretière (ou Les Émotions de Jacintha) d'Albert Capellani
- 1911 : Par respect de l'enfant (ou Le Sacrifice) d'Albert Capellani
- 1911 : La Gouvernante de Georges Denola
- 1911 : La Clémence d'Isabeau, princesse d'Héristal de Georges Denola
- 1911 : Notre-Dame de Paris d'Albert Capellani
- 1911 : Un mauvais garnement de Maurice Le Forestier
- 1911 : Un clair de lune sous Richelieu d'Albert Capellani
- 1911 : Tristan et Yseult d'Albert Capellani
- 1912 : Le Chef d'œuvre de Georges Denola
- 1912 : Les Mystères de Paris d'Albert Capellani
- 1912 : Josette d'Albert Capellani
- 1912 : La Dame aux camélias d'André Calmettes  et Henri Pouctal : Sadoul
- 1912 : La Fille des chiffonniers de Georges Monca :  Docteur Paul Verdier
- 1913 : Roger la Honte d'Adrien Caillard
- 1913 : La Glu d'Albert Capellani
- 1914 : Mariage d'inclination de Daniel Riche
- 1914 : Les Deux Gosses d'Albert Capellani
- 1916 : La Vierge folle (The Foolish Virgin) d'Albert Capellani
- 1918 : La Petite Chocolatière ou Mademoiselle Josette, ma femme (The Richest Girl) d'Albert Capellani
- 1920 : Quatre-vingt-treize d'André Antoine, Albert Capellani et Léonard Antoine : Gauvain
- 1920 : Le Carnaval des vérités de Marcel L'Herbier : Paul Dorsenne
- 1920 : Suzanne et les Brigands de Charles Burguet : Paul d'Allèges
- 1930 : La Lettre de Louis Mercanton : Maître Joyce